# Hermya confusa
Hermya confusa là một loài ruồi trong họ Tachinidae.